# Avilla (Indiana)
Avilla é uma cidade  localizada no estado americano de Indiana, no Condado de Noble.

## Demografia
Segundo o censo americano de 2000, a sua população era de 2049 habitantes. 
Em 2006, foi estimada uma população de 2419, um aumento de 370 (18.1%).

## Geografia
De acordo com o United States Census Bureau tem uma área de 
3,5 km², dos quais 3,5 km² cobertos por terra e 0,0 km² cobertos por água.

## Localidades na vizinhança
O diagrama seguinte representa as localidades num raio de 16 km ao redor de Avilla. 